# PZL.37 Łoś
De PZL.37 Łoś was een uit Polen afkomstige bommenwerper ontwikkeld en gebouwd door de Państwowe Zakłady Lotnicze. Het toestel wordt soms foutief aangeduid als PZL P.37, waarbij de P staat voor Zygmunt Puławski. Echter was dit toestel geen ontwerp van Pulawski maar van Jerzy Dąbrowski. Er bestaan geen toestellen meer.